# Stuart Holthusen
Stuart Holthusen (1 de enero de 1996 en Auckland) es un futbolista neozelandés que juega como delantero en los Akron Zips.

## Carrera
En 2013 hizo su debut en la ASB Premiership con el Wanderers. Dejó el club en 2014 para jugar en el Akron Zips, equipo de la universidad de Akron, en los Estados Unidos. En 2015 jugó por un corto tiempo nuevamente en el Wanderers durante sus vacaciones en Nueva Zelanda.

### Clubes
| Club             | País           | Año         |
| ---------------- | -------------- | ----------- |
| Wanderers        | Nueva Zelanda  | 2013 - 2014 |
| Akron Zips       | Estados Unidos | 2014        |
| Wanderers        | Nueva Zelanda  | 2015        |
| Akron Zips       | Estados Unidos | 2015 - 2017 |
| Portland Timbers | Estados Unidos | 2017        |
| Akron Zips       | Estados Unidos | 2018        |
| Portland Timbers | Estados Unidos | 2018        |

### Selección nacional
Representó a Nueva Zelanda tanto a nivel sub-17 como sub-20. Con los Young All Whites marcó cuatro tantos en su exitosa campaña en el Campeonato Sub-17 de la OFC 2013 y disputó la Copa Mundial de ese año, mientras que con los Juniors All Whites marcó un tanto ante Portugal en el Mundial Sub-20 de 2015.